# 10 meter luftpistol för herrar i skytte vid olympiska sommarspelen 2024
Herrarnas 10 meter luftpistol vid olympiska sommarspelen 2024 ägde rum den 27 och 28 juli 2024 på Centre national de tir sportif i Châteauroux i Frankrike.

## Medaljörer
| Gren                | Guld        | Guld        | Silver                        | Silver                        | Brons               | Brons               |
| ------------------- | ----------- | ----------- | ----------------------------- | ----------------------------- | ------------------- | ------------------- |
| 10 meter luftpistol | Xie Yu Kina | Xie Yu Kina | Federico Nilo Maldini Italien | Federico Nilo Maldini Italien | Paolo Monna Italien | Paolo Monna Italien |

## Rekord
Före tävlingarna gällde dessa rekord:
| Kvalrekord       | Kvalrekord              | Kvalrekord | Kvalrekord         | Kvalrekord      |
| ---------------- | ----------------------- | ---------- | ------------------ | --------------- |
| Världsrekord     | Jin Jong-oh (KOR)       | 594        | Changwon, Sydkorea | 11 april 2009   |
| Olympiskt rekord | Mikhail Nestrujev (RUS) | 591        | Aten, Grekland     | 14 augusti 2004 |

| Finalrekord      | Finalrekord          | Finalrekord | Finalrekord  | Finalrekord      |
| ---------------- | -------------------- | ----------- | ------------ | ---------------- |
| Världsrekord     | Kim Song-guk (PRK)   | 246,5       | Doha, Qatar  | 11 november 2019 |
| Olympiskt rekord | Javad Foroughi (IRN) | 244,8       | Tokyo, Japan | 24 juli 2021     |

## Program
Alla tider är UTC+2.
| Datum               | Tid   | Omgång |
| ------------------- | ----- | ------ |
| Lördag 27 juli 2024 | 10:30 | Kval   |
| Söndag 28 juli 2024 | 09:30 | Final  |

## Resultat

### Kval
| Placering | Skytt                 | Nation            | 1  | 2  | 3   | 4   | 5   | 6  | Totalt | Innertior | Noteringar |
| --------- | --------------------- | ----------------- | -- | -- | --- | --- | --- | -- | ------ | --------- | ---------- |
| 1         | Damir Mikec           | Serbien           | 99 | 97 | 96  | 98  | 97  | 97 | 584    | 17        | 0Q0        |
| 2         | Federico Nilo Maldini | Italien           | 96 | 97 | 95  | 98  | 99  | 96 | 581    | 16        | 0Q0        |
| 3         | Christian Reitz       | Tyskland          | 95 | 97 | 96  | 97  | 100 | 95 | 580    | 22        | 0Q0        |
| 4         | Lee Won-ho            | Sydkorea          | 98 | 98 | 95  | 95  | 95  | 99 | 580    | 19        | 0Q0        |
| 5         | Paolo Monna           | Italien           | 95 | 97 | 97  | 97  | 98  | 95 | 579    | 18        | 0Q0        |
| 6         | Xie Yu                | Kina              | 98 | 96 | 94  | 96  | 97  | 98 | 579    | 16        | 0Q0        |
| 7         | Enkhtaivany Davaakhüü | Mongoliet         | 96 | 96 | 96  | 96  | 96  | 98 | 578    | 21        | 0Q0        |
| 8         | Robin Walter          | Tyskland          | 96 | 98 | 93  | 97  | 97  | 96 | 577    | 17        | 0Q0        |
| 9         | Sarabjot Singh        | Indien            | 94 | 97 | 96  | 100 | 93  | 97 | 577    | 16        |            |
| 10        | İsmail Keleş          | Turkiet           | 96 | 97 | 95  | 96  | 97  | 96 | 577    | 15        |            |
| 11        | Viktor Bankin         | Ukraina           | 97 | 96 | 93  | 96  | 96  | 98 | 576    | 20        |            |
| 12        | Pavlo Korostylov      | Ukraina           | 97 | 98 | 98  | 93  | 95  | 95 | 576    | 20        |            |
| 13        | Yusuf Dikeç           | Turkiet           | 97 | 96 | 100 | 95  | 94  | 94 | 576    | 18        |            |
| 14        | Cho Yeong-jae         | Sydkorea          | 96 | 98 | 96  | 95  | 98  | 92 | 575    | 21        |            |
| 15        | Nikita Chiryukin      | Kazakstan         | 93 | 98 | 94  | 96  | 99  | 95 | 575    | 19        |            |
| 16        | Kiril Kirov           | Bulgarien         | 96 | 96 | 96  | 95  | 95  | 97 | 575    | 16        |            |
| 17        | Michele Esercitato    | Kanada            | 99 | 96 | 95  | 96  | 95  | 94 | 575    | 13        |            |
| 18        | Arjun Singh Cheema    | Indien            | 96 | 97 | 97  | 94  | 93  | 97 | 574    | 17        |            |
| 19        | Zhang Bowen           | Kina              | 95 | 97 | 94  | 97  | 95  | 95 | 573    | 21        |            |
| 20        | Jason Solari          | Schweiz           | 94 | 94 | 95  | 96  | 96  | 98 | 573    | 13        |            |
| 21        | Lauris Strautmanis    | Lettland          | 96 | 93 | 96  | 95  | 96  | 96 | 572    | 18        |            |
| 22        | Gulfam Joseph         | Pakistan          | 96 | 91 | 96  | 96  | 98  | 94 | 571    | 19        |            |
| 23        | Matěj Rampula         | Tjeckien          | 96 | 92 | 95  | 96  | 97  | 95 | 571    | 16        |            |
| 24        | Ruslan Lunev          | Azerbajdzjan      | 95 | 91 | 98  | 92  | 97  | 98 | 571    | 13        |            |
| 25        | Juraj Tužinský        | Slovakien         | 94 | 97 | 94  | 92  | 97  | 97 | 571    | 13        |            |
| 26        | Johnathan Wong        | Malaysia          | 96 | 95 | 97  | 95  | 93  | 94 | 570    | 15        |            |
| 27        | Diego Santiago Parra  | Chile             | 94 | 94 | 92  | 97  | 94  | 97 | 568    | 16        |            |
| 28        | Florian Fouquet       | Frankrike         | 93 | 93 | 94  | 93  | 96  | 94 | 566    | 18        |            |
| 29        | Samir Bouchireb       | Algeriet          | 99 | 91 | 93  | 94  | 91  | 95 | 563    | 11        |            |
| 30        | Francisco Centeno     | Flyktingidrottare | 95 | 95 | 92  | 95  | 93  | 92 | 562    | 9         |            |
| 31        | Philipe Chateaubrian  | Brasilien         | 96 | 93 | 91  | 92  | 95  | 94 | 561    | 13        |            |
| 32        | Mohammed Bin Dallah   | Libyen            | 91 | 91 | 93  | 95  | 92  | 93 | 555    | 9         |            |
| 33        | Philip Elhage         | Aruba             | 87 | 91 | 93  | 96  | 95  | 92 | 554    | 7         |            |
| Källa:    |                       |                   |    |    |     |     |     |    |        |           |            |

### Final
| Placering | Skytt                 | Nation    | 1    | 2     | 3     | 4     | 5     | 6     | 7     | 8     | 9     | Totalt | Noteringar |
| --------- | --------------------- | --------- | ---- | ----- | ----- | ----- | ----- | ----- | ----- | ----- | ----- | ------ | ---------- |
| 1         | Xie Yu                | Kina      | 50,2 | 99,2  | 120,5 | 140,3 | 160,7 | 180,9 | 201,1 | 220,9 | 240,9 | 240,9  |            |
| 2         | Federico Nilo Maldini | Italien   | 50,1 | 100,1 | 120,4 | 140,7 | 161,6 | 181,7 | 200,6 | 220,2 | 240,0 | 240,0  |            |
| 3         | Paolo Monna           | Italien   | 51,6 | 101,4 | 120,6 | 141,3 | 160,1 | 181,2 | 199,8 | 218,6 | —     | 218,6  |            |
| 4         | Lee Won-ho            | Sydkorea  | 48,9 | 98,5  | 119,0 | 139,2 | 158,8 | 178,1 | 197,9 | —     | —     | 197,9  |            |
| 5         | Christian Reitz       | Tyskland  | 48,5 | 98,6  | 118,6 | 139,1 | 159,0 | 177,6 | —     | —     | —     | 177,6  |            |
| 6         | Robin Walter          | Tyskland  | 48,4 | 98,6  | 118,6 | 137,9 | 158,4 | —     | —     | —     | —     | 158,4  |            |
| 7         | Damir Mikec           | Serbien   | 49,0 | 97,1  | 117,7 | 136,9 | —     | —     | —     | —     | —     | 136,9  |            |
| 8         | Enkhtaivany Davaakhüü | Mongoliet | 47,7 | 95,9  | 115,7 | —     | —     | —     | —     | —     | —     | 115,7  |            |